# Trichomyia parafalcata
Trichomyia parafalcata är en tvåvingeart som beskrevs av Duckhouse 1978. Trichomyia parafalcata ingår i släktet Trichomyia och familjen fjärilsmyggor. Inga underarter finns listade i Catalogue of Life.